# Берти, Никола
Нико́ла Бе́рти (итал. Nicola Berti; род. 14 апреля 1967, Сальсомаджоре-Терме, Эмилия-Романья) — итальянский футболист, полузащитник.

## Карьера
Никола Берти начал карьеру в «Парме», затем выступал за «Фиорентину». В 1988 году он перешёл в клуб «Интернационале», с которым в первый же сезон победил в чемпионате Италии, а в следующем сезоне Берти победил с командой в суперкубке Италии. В 1990 году Никола Берти поехал со сборной Италии на домашний для итальянцев чемпионат мира, на котором итальянцы неожиданно проиграли в полуфинале по пенальти сборной Аргентины, в этом матче, единственном на всём турнире, Берти участия не принимал из-за полученной в четвертьфинале с Уругваем жёлтой карточки, а затем завоевали третье место, победив Англию. В 1994 году Берти поехал на второй для себя чемпионат мира, где провёл все матчи, правда главный тренер команды Арриго Сакки поставил игрока в центр полузащиты, где у номинального крайнего полузащитника Берти получалось хуже, чем на краю поля, на том турнире Италия дошла до финала, где проиграла по пенальти Бразилии. Больше на крупных турнирах за сборную Берти не выступал, хотя и являлся незаменимой фигурой в «Интере», вплоть до сезона 1997—1998, в котором Берти провёл лишь 4 игры. После этого, Берти покинул клуб, продолжив карьеру в английском «Тоттенхэме», испанский «Алавес», а завершил карьеру в клубе «Нортерн Спирит» из Австралии.
Сейчас Берти работает телекомментатором канала «Италия 1».
Никола Берти женат, у него двое детей — Леонардо (родился в 2006 году) и Лоренцо (родился в 2008 году)

## Достижения
- Чемпион Италии: 1989
- Обладатель суперкубка Италии: 1989
- Обладатель кубка УЕФА: 1991, 1994, 1998
- Кавалер ордена за заслуги перед Итальянской Республикой: 30 сентября 1991 года